# 滋賀県立琵琶湖博物館

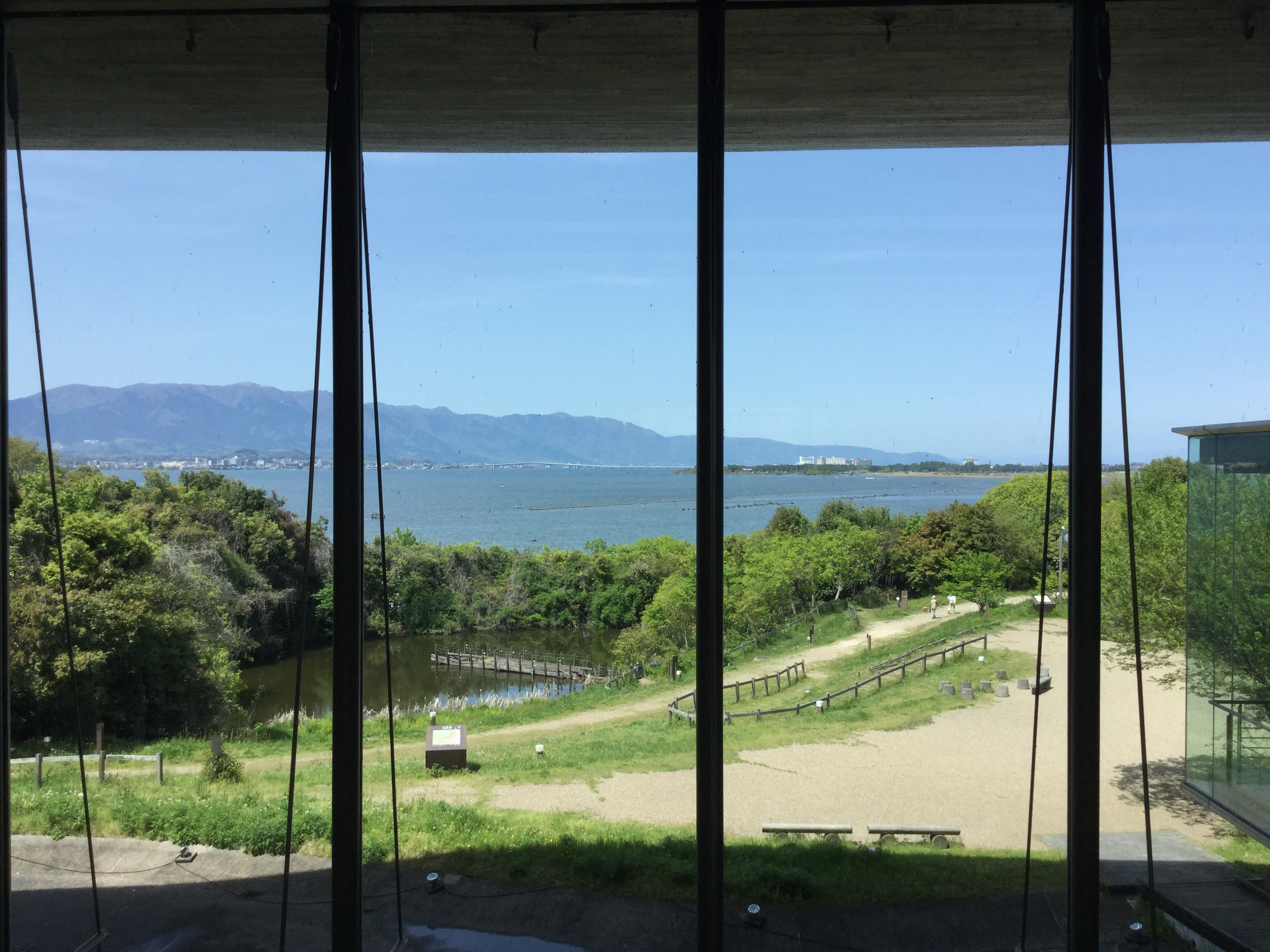
1階アトリウムより琵琶湖を臨む

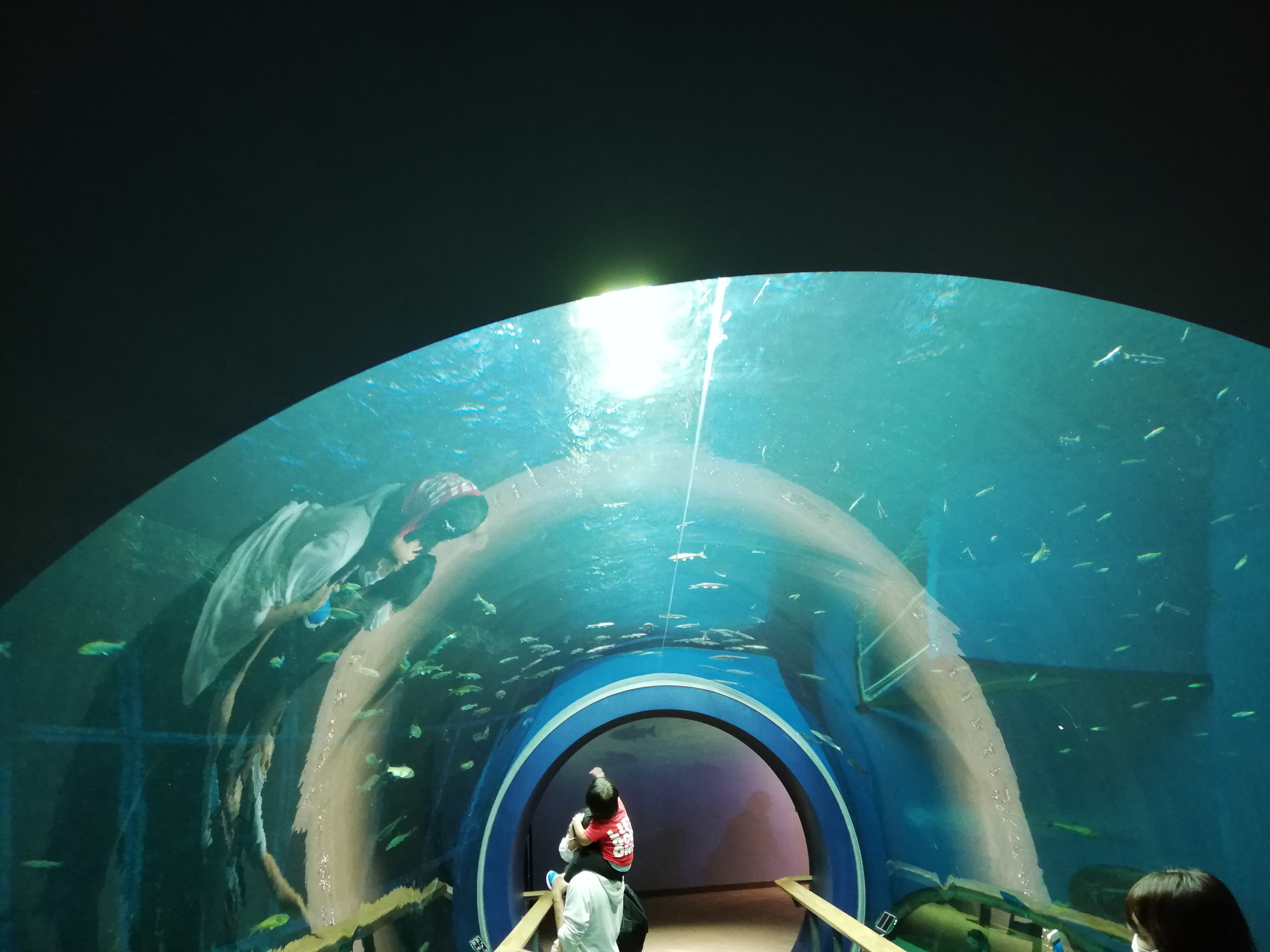
トンネル水槽

滋賀県立琵琶湖博物館（しがけんりつびわこはくぶつかん、英: Lake Biwa Museum）は、滋賀県草津市の琵琶湖湖岸烏丸半島にある県立の博物館。湖をテーマにした博物館としては日本で最大規模であり、淡水専門の水族展示を含め多彩な展示がある。2020年に3期に分けて行っていた展示室がリニューアルオープンした。通称「びわ博」。

## 特徴
琵琶湖の歴史は、およそ400万年前まで遡る。その琵琶湖をテーマに置いていることから、それに特化した展示内容が充実している。水族館施設は、ほかでは珍しい淡水魚を中心とするもので、琵琶湖固有種がすべて見られるほか、国内外の淡水魚も展示されている。プランクトンは生きたものが観察できる。また、琵琶湖と人間の関わりについての展示も充実している。琵琶湖や「湖と人間」に関する資料を、11分野、512,036点を収蔵・登録し、利用に供している（2016年3月現在）。

## 歴史

### 開館前
1985年（昭和60年）に博物館整備基金（20億円）が造成され、1986年（昭和61年）博物館の現状と課題、目指す方向について調査が開始された。
1987年（昭和62年）には県立琵琶湖博物館（仮称）基本構想検討委員会が設置され、委員長には吉良竜夫琵琶湖研究所長が就任した。
1988年（昭和63年）、県立琵琶湖博物館（仮称）基本構想検討委員会企画小委員会を設置し、委員長には三浦泰三京都大学助教授が就任、同年に県立琵琶湖博物館（仮称）基本構想が策定されている。
1989年（平成元年）、文化施設開設準備室を教育委員会文化振興課内に設置学芸職員一名を採用した。
また、滋賀県琵琶湖博物館（仮称）建設準備委員会が設置され、同時に資料展示、運営、施設、水族の4専門部会も設置された。委員長には千地万造京都橘女子大学教授が就任している。1990年（平成2年）学芸員4名を採用、同年（仮称）琵琶湖博物館基本計画が策定され、1991年（平成3年）学芸員をさらに5名採用、同年滋賀県琵琶湖博物館（仮称）建設準備会の専門部会を廃止しプロジェクトチームが平成5年5月まで設置された。
また「展示計画検討チーム」も庁内組織として平成4年3月まで設置され展示基本設計がまとめられた。
1992年（平成4年）烏丸ボーリングが終了、建設基本設計まとめ、展示実施設計、建設実施設計、情報システム実施設計が着手され、運営方針の検討が開始された。
1993年（平成5年）1月6日臨時県議会において、展示建築工事契約案件議決され、1995年（平成7年）に建設工事が完了し、1996年（平成8年）に滋賀県琵琶湖博物館が開館した。

### 開館後
開館当初、研究部では「湖沼研究」「集水域研究」「応用地域研究」「博物館学研究」の4つの研究系統があったが、2002年（平成14年）にこれを見直し、「環境史研究」「生態系研究」「博物館学研究の」3つの研究領域に改編し、各研究領域が相互に協力して博物館活動が行われるようになった。
2006年（平成18年）1月、開館10周年を迎えた。
2016年（平成28年）夏、淡水所展示としては日本最大級の規模となるトンネル水槽をリニューアルした。
2023年（令和5年）2月10日、直径5.1m、高さ3.8mのビワコオオナマズ水槽で幅約2mにわたりアクリルパネルが破損し、水槽周囲が最大70cm浸水する事故が発生。開館前の事故であったため人的被害は無く、ビワコオオナマズも無事救出された。第三者委員会の調査により原因はアクリルの経年劣化や溶剤によるケミカルクラックなど複数の要因が重なったことであるとされ、またアクリル水槽に関する建設設計、展示設計の齟齬も指摘された。滋賀県は水槽復旧のために2億5千万円の予算を計上し、再発防止のため建設設計、展示設計の一本化と情報共有を求めた。また事故に対し滋賀県民や琵琶湖博物館ファンからの支援の声を受け、クラウドファンディングも行なった。
上記事故翌日の2月11日、滋賀ふるさと観光大使である西川貴教が一日館長を務めた。

## 理念
目的
琵琶湖に対する総合的な理解を深めることにより、湖と人間のよりよい共存関係を築いていく(滋賀県立琵琶湖博物館の設置および管理に関する条例 第1条)。
活動方針
1. 研究・調査
2. 交流・サービス
3. 情報
4. 資料整備
5. 展示

3つの「基本理念」
1. テーマのある博物館
「湖と人間」というテーマで、自然と文化の両方を同時に扱い成長・発展する総合博物館を目指す。
琵琶湖は自然豊かで人との関わりの深い湖であり、人と自然との関わりを考える総合性が必要とされる。このため、琵琶湖博物館では「湖と人間」をテーマに研究調査を柱として、自然と人との両面から琵琶湖とその他の湖沼の知識・情報を集積し、展示や交流活動に反映できるような博物館を目指す。このような総合性を保つことで新たな発見ができ、繰り返す訪れたくなる楽しみのある博物館活動が保障される。国際的にも価値の高い琵琶湖の研究調査を基盤とし、地球規模での環境や生物多様性の保全、文化の固有性を理解する研究を充実させ国際的にも重要な役割を期待できる。
2. フィールドへの誘いとなる博物館
魅力ある地域のとしてのフィールドへの入り口となる博物館を目指す。
琵琶湖とその集水域は、自然の生態系と自然と人の歴史である。特に目に見えない未知との関わりが隠れている豊かなフィールドである。地域での研究や交流活動の入り口となるプログラムを企画し実践する場とする。これにより、人々の関心や生活や地域に関心が向かうきっかけづくりも目指す。
3. 交流の場としての博物館
多様な人々が、幅広い目的で利活用でき、交流できる博物館を目指す。
一般の人や専門家も含め、展示や交流・サービス活動、研究・調査活動などを楽しみながら体験し、学び出会いの場となることを目指す。未知との人、知識との出会いを育み、多様な人が関わる場とする。

## 施設

### 建築概要
- 建築名称 - 滋賀県立琵琶湖博物館
- 建築主 - 滋賀県
- 建築設計者 - 日建設計
- 展示設計者 - 琵琶湖博物館、乃村工藝社
- 規模 - 地下1階、地上2階
- 敷地面積 - 42,434 m2
- 延床面積 - 23,987 m2
- 総事業費 - 230億円
- 着工 - 1994年1月
- 竣工 - 1996年3月
- 構造 - 鉄骨鉄筋コンクリート造・鉄筋コンクリート造・鉄骨造

## 常設展示

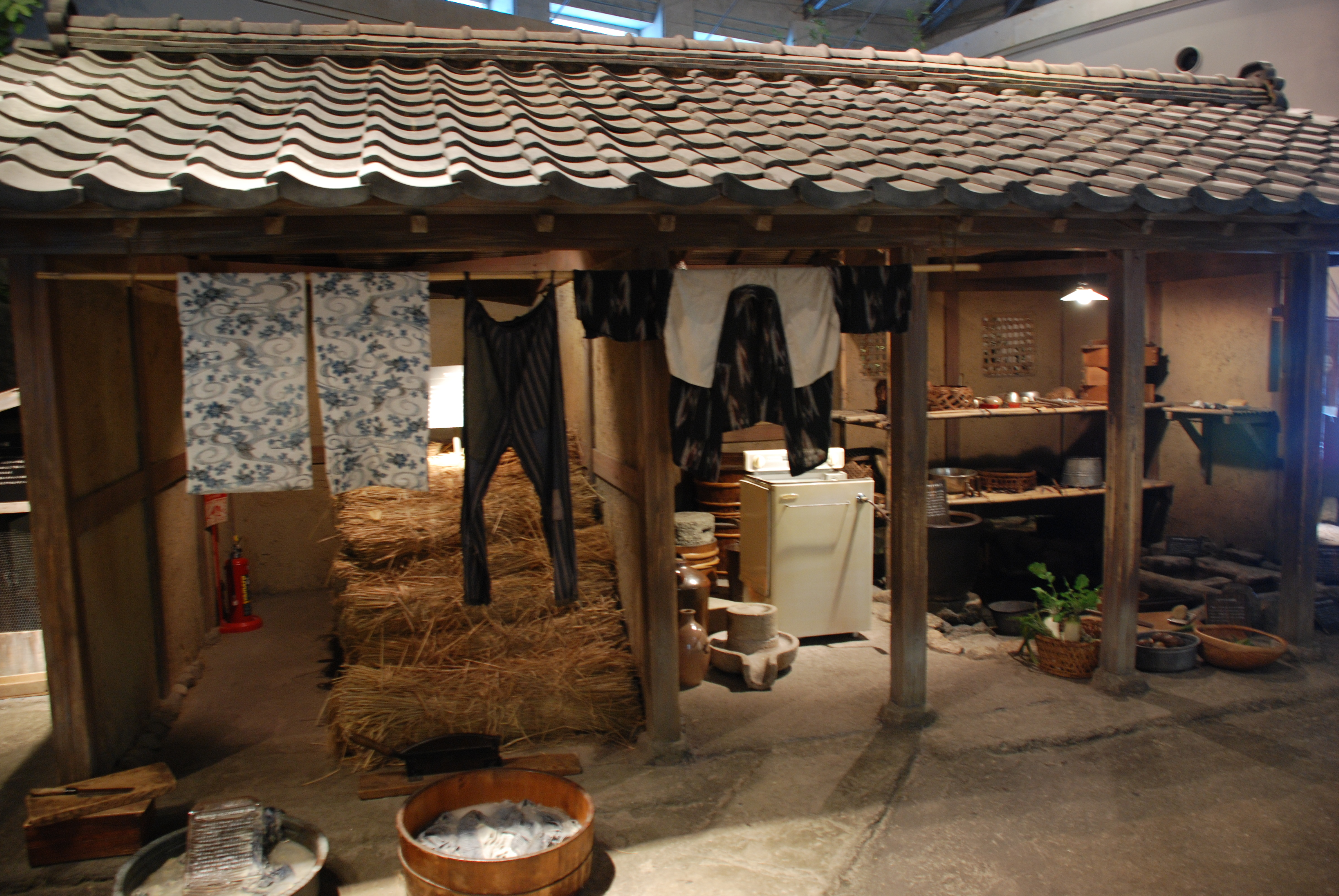
C展示室には、彦根市から移設された実際の民家（冨江家）が展示されており、電化製品や生活用品など昭和39年頃の生活の様子が忠実に再現されている。

A展示室 湖の400万年と私たち　〜琵琶湖の自然と生い立ち〜
自然環境の変化について展示してあり、化石・岩石・鉱物も展示している。半身半骨のツダンスキーゾウが展示されており、世界初である。琵琶湖周辺にゾウやワニが生息していたことや、その時代にどのような樹木が生息していたかなどを学ぶことができる。
B展示室 湖の2万年と私たち　〜自然と暮らしの歴史〜
琵琶湖に関する湖底遺跡や湖上の交通、漁業について展示している。展示室中央にはかつての湖上水運の主力だった「丸子船」を展示している。リニューアルオープン後、丸子船の位置は変更され、部屋の端になった。また、リニューアル後の丸子船はVRで展示を見ることができたり、丸子船の中には船ネズミの剥製があるなど、より当時の様子を学ぶことができる。
C展示室 湖のいまと私たち　〜暮らしとつながる自然〜
琵琶湖と人々の暮らしの関わりについて展示している。彦根市から移築された農家を利用して昭和30年代の生活風景を再現している。展示室入り口付近の床には、琵琶湖・瀬田川・宇治川・淀川周辺の巨大な航空写真が印刷されている。展示室内では、カヤネズミ・ハッタミミズ・クサガメ・イシガメ・ナゴヤダルマガエルなどの生体展示も行っている。
水族展示室 湖のいまと私たち　〜水の生き物と暮らし〜
琵琶湖に住む多くの種類の魚を展示している。竹生島の周辺の水中を再現したトンネル形の水槽があり、展示通路を進みながら魚を見ることができる。淡水のトンネル水槽では、日本最大である。展示面積は約2000㎡で淡水生物の展示室としては国内最大級。バイカル博物館と協定を結んでいることから、バイカル湖のLive映像を常に見ることができる。また、バイカルヨコエビである、アカントガンマルスビクトリィは飼育下で世界初の繁殖をし、展示物がされているが、隣の水槽のバイカルアザラシに人が集まり、あまり見られていない。微小生物の展示をしているマイクロアクアリウムでは、毎日琵琶湖へプランクトンの採集を行い、それを展示しているため、毎日観察できるプランクトンが異なる。運が良ければ珍しいプランクトンを観察することができる。
ディスカバリールーム
ザリガニの模型など、親子で楽しむ展示がされている。五感を使って学ぶことができる展示になっている。すべての展示室に関わる展示物が展示されている。手に取ることができる展示物が多く、小学生3年生以下の子どもは保護者がいないと入室ができない。季節の行事に合わせて展示替えやイベントがあるが、なぜか展示替えはホームページなどで公開されていないため、展示室に行くまで分からない。入室数が多い時は人数制限がされており、すぐに入室できないこともある。入室時間は16:30までである。ディスカバリールームには必ず1人以上のスタッフがおり、カウンターでディスカバリーBOXという展示物を借りることができる。この展示物は多くの園館でよく似たものが作られているが、オリジナルはびわ博らしい。
おとなのディスカバリー
質問コーナーも内蔵されている。剥製や標本を360度観察することができる。剥製を作成している動画や種名を当てるクイズなどもある。本も置いてあるため、自分で調べることもできる。入室時間は16:30までである。
質問コーナー、レストラン、ショップのみの利用も、別途手続きにより引き続き無料で利用できる。
屋外の樹冠トレイルについても無料で利用できる。
この他、野外展示（生活実験工房）もある。

## 屋外展示

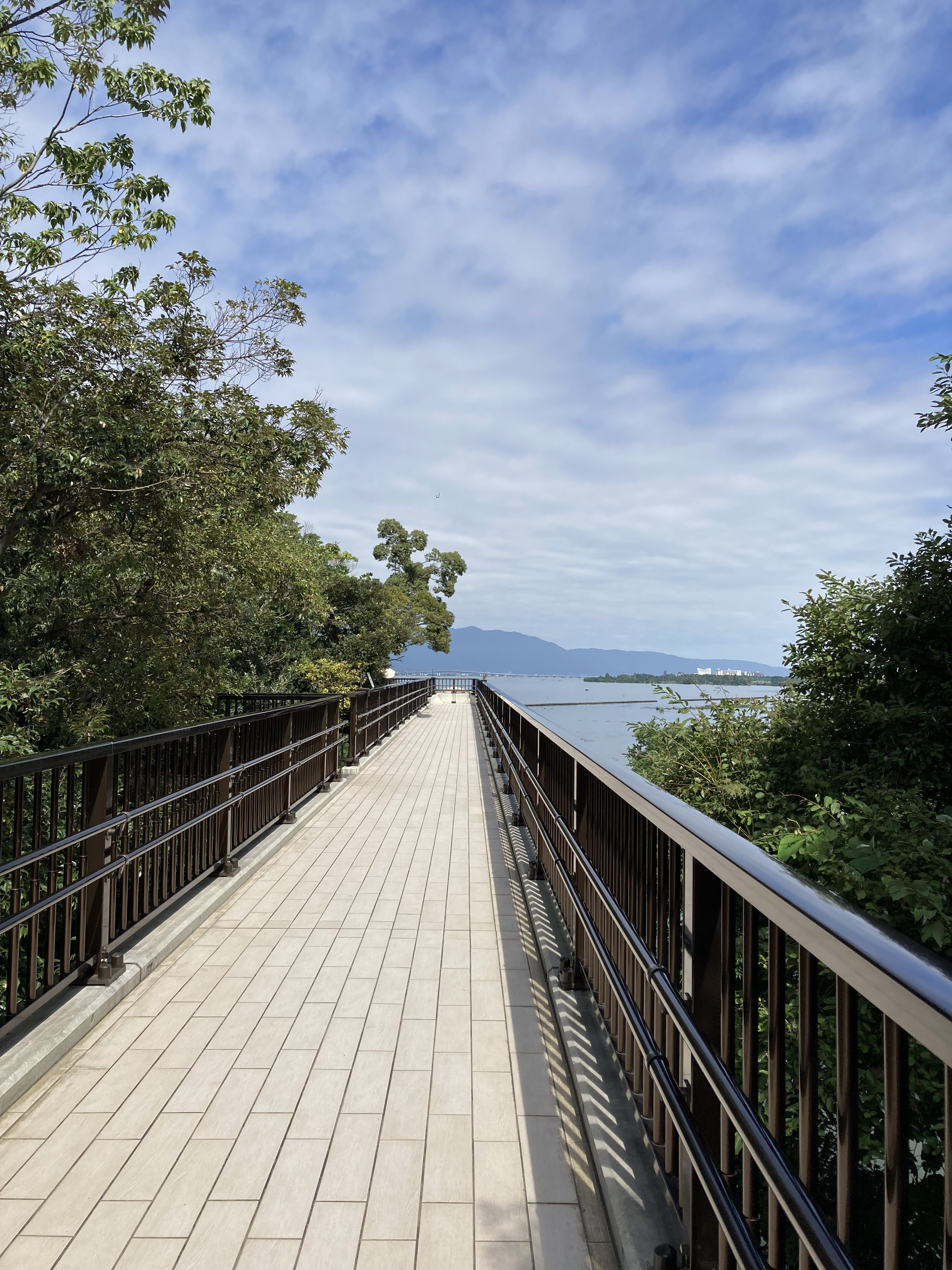
樹冠トレイル

琵琶湖博物館では、滋賀県の全てが博物館という考え方から、博物館利用者が展示や活動に参加することで、自分たちの身の回りの暮らしや自然に目を向けることをめざしている。屋外展示は、擬似的な自然ではあるものの、自然に近いものをつくり、室内展示から外に出て、ゆったりと散策できる空間がつくられている。
屋外展示では、森や川や池をつくり自然観察会をおこなったり、生活実験工房では田や畑などをつくり、てワークショップを行う場としている。

### 滋賀の自然を育んだ森

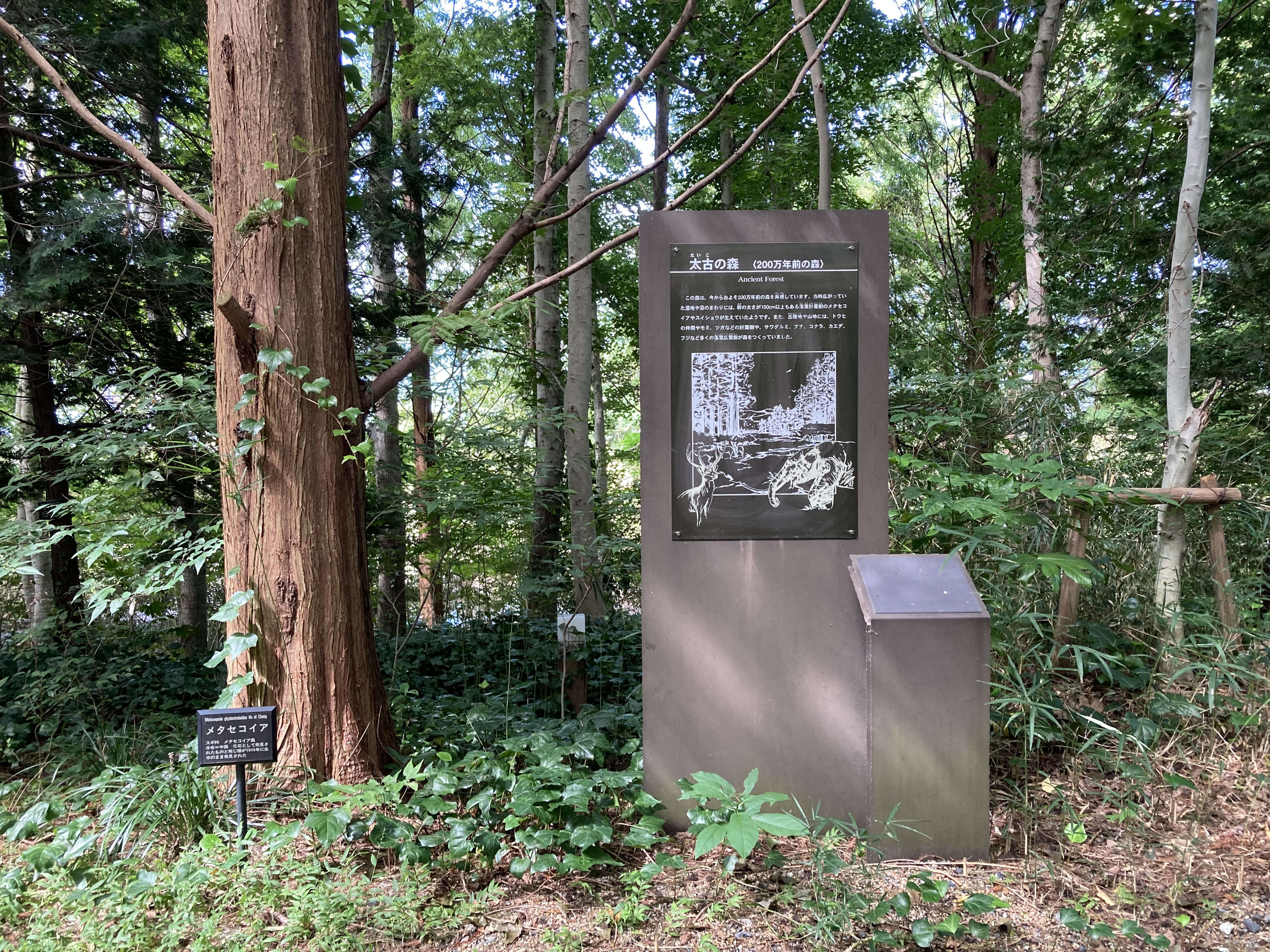
太古の森

太古の森と5000〜6000年前から現代にかけての縄文・弥生の森という2種類の森を中心に再現している、
室内展示と合わせて森の雰囲気を体感したり、散策をや自然観察の場としている。
太古の森
およそ180万年から200万年前に、琵琶湖周辺の湿地にひろがっていたメタセコイヤなどの落葉針葉樹林の森「太古の森」は、屋内展示のジオラマ「ゾウのいる森」を再現しようとしている。
太古の森の湿地帯には、スイショウ、ハンノキ、斜面から尾根にかけてはメタセコイヤ、フウ、トガサワラ、ツガなどの落葉針葉樹林を植栽し、滋賀県に広がっていた自然の雰囲気を知ってもらおうとしている。
縄文・弥生の森
人が農耕をはじめた頃に琵琶湖周辺の丘陵地に広がっていた常緑広葉樹の森を再現しようとしている。
神社の森や湖辺の自然林調査データから樹木構成を検討して、イチイガシ林、コジイ林、タブ林として植栽されている。自生のイチイガシは圏内でも２本しか残っていない。
タブ林は、湖北地方や彦根城、竹生島などに残っており、これらの森を参考に再現しようとしている。
湖岸の森
琵琶湖の湖畔に植生のあるヤナギやハンノキなどの種を、見本林として植栽している。
落葉樹の森
人々の営みと特に深い関わりを持つ樹木を中心に、多様な落葉樹を植栽している。
- 太古の森

### 生活実験広場
淡海文化の体験空間として、屋内では不可能な火や水や土を実際に扱えるワークショップを行える場、長期間に及ぶ屋外実験・実習の場、屋外展示の活用に際してレクチャーやミーティングを行うための拠点として整備された。この広場の中核となる工房は、また、滋賀県の伝統的な作物や、生活文化を支えた作物など、滋賀県で伝承されてきた民家の生活文化の知恵を伝え、実践する体験学習や、そうした生活スタイルを活かした資源利用やリサイクルの実習や体験学習を行う。
工房周辺には米づくり体験のための実習田があり、農薬を使用しない稲作労働の体験だけでなく、水田に多くの動植物が生息する環境を日本の代表的な生態系と位置付け、展示する。また、工房での実習に使う作物を栽培する畑を教材園として整備する。

### 水辺環境と自然の遷移
アユなどの生息環境の重要な要素である瀬や淵なども含む、河川の上流から下流までの様々な環境を再現した生態観察水路や池を配置し、そこに自然と集う生物を観察したり体験できる場として整備された。実験空間では、裸血での植物繊維を調べるための場と、ヨシや水草などの状態を調べる実験池や水路を設け、その様子は観察会などを催して公開するほか、実験成果を博物館での展示にも反映している。

## 企画展示
- 第26回　化石林　ねむる太古の森(Fossil Forests - The buried ancient woodlands)
- 第25回　小さな淡水生物の素敵な旅(Dispersal: The fantasitic journeys of aquatic micro-fauna)
- 第24回　20周年記念　びわ博カルタ 見る知る楽しむ新発見
- 第23回　琵琶湖誕生 －地層にねむる7つの謎－
- 第22回　魚米之郷（ぎょまいのさと） －太湖・洞庭湖と琵琶湖の水辺の暮らし－
- 第21回　生きものがたり －生物多様性　湖国から　世界から－
- 第20回　ニゴローの大冒険 ～フナから見た田んぼの生き物のにぎわい～
- 第19回　こまった！ カワウ-生きものとのつきあい方-
- 第18回　湖底探検～びわ湖の底はどんな世界？～
- 第17回　骨の記憶―あなたにきざまれた五億年の時
- 第16回　「昆虫記」刊行100年記念日仏共同企画　ファーブルにまなぶ
- 第15回　琵琶湖のコイ・フナの物語 -東アジアの中の湖と人-
- 第14回　湖辺～水、魚、そして人～東アジアの中の琵琶湖
- 第13回　歩く宝石オサムシ―飛ばない昆虫のふしぎ発見―
- 第12回　のびる・ひらく・ひろがる　植物がうごくとき

## その他の施設
- ホール（246席）
- 実習室
- 生活科学実習室
- セミナー室（90席）
- ミュージアムショップ

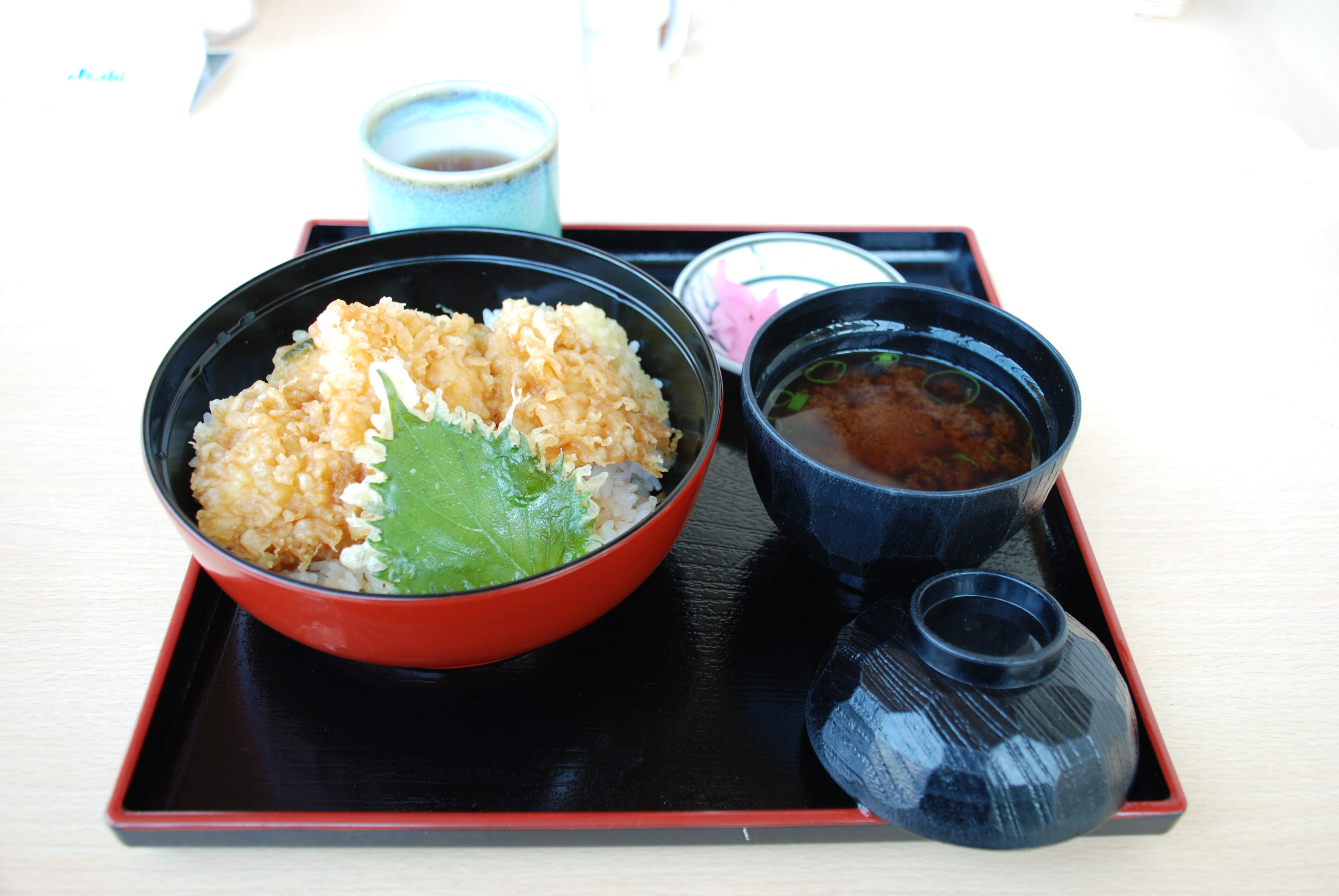
レストラン「にほのうみ」で提供されているブラックバスを使用した「バス天丼」

- ミュージアムレストラン にほのうみ（80席）
- 休憩コーナー・カフェテリア
- 図書室（貸し出しは不可能）
- 情報利用室・新空間
- 総合案内所
- 授乳室
- 屋上広場
- うみっこ広場

## 文化財

### 重要文化財
- 東寺文書（107通）7巻、3冊、94通 - 京都の東寺に伝わった古文書のうち、江戸時代に寺外に流出して御上神社（野洲市）の社家である大谷家に伝わったもの。平安時代から江戸時代に至る庄園文書、書状、その他各種の文書を含み、その大部分が表装されずに作成当時の形態をとどめている点も貴重である。2009年に国の重要文化財に指定[13]。

## ウェブ図鑑
- 珪藻
- 里山のゴミムシ
- 琵琶湖地域の火山灰
- 気象観測データ
- 田んぼの生きもの全種データベース
- 展示資料WEB図鑑

## 収蔵品データベース
- 歴史・民俗データベース
  - 民具
  - 人と暮らしアルバム

- 地学データベース
  - 化石
  - 岩石・鉱物
  - 堆積物
  - 地学プレパラート

- 生物データベース
  - 植物さく葉
  - 魚類
  - 貝類
  - 昆虫液浸
  - 昆虫乾燥
  - 爬虫両生類
  - 鳥類
  - 哺乳類

## 書籍
- 生命の湖　琵琶湖をさぐる　滋賀県立琵琶湖博物館編　文一総合出版　2011年4月5日　初版
- 琵琶湖博物館ブックレットシリーズ(サンライズ出版)
  - 1「ゾウがいた、ワニもいた琵琶湖のほとり」高橋 啓一
  - 2「湖と川の寄生虫たち」浦部 美佐子
  - 3「イタチムシの世界をのぞいてみよう」鈴木 隆仁
  - 4「琵琶湖の漁業 いま・むかし」山根　猛
  - 5「近江の平成雲根志 鉱山・鉱物・奇石」福井 龍幸
  - 6「タガメとゲンゴロウの仲間たち」市川 憲平

## 利用情報
- 開館時間
  - 10時 - 17時（入館は16時まで）
- 休館日
  - 月曜日（ただし祝日や振替休日である場合を除く）
  - 祝日の翌日（ただし土曜日または日曜日である場合を除く)
  - 年末年始（その年の曜日配列により休館日は異なる）
  - 館長が特に必要があると認めるとき
- 観覧料金
  - 通常
    - 小学生・中学生 : 無料
    - 高校生・大学生 : 450円
    - 大人 : 800円

  - 20人以上の団体
    - 小学生・中学生 : 無料
    - 高校生・大学生 : 360円
    - 大人 : 640円

  - 　琵琶湖博物館常設展示・みずの森共通券(※個人券のみ、みずの森は小中学生は有料)
    - 　高校生・大学生 : 560円
    - 　大人 :890円

  - 年間観覧券『倶楽部LBM』
    - 1年間、常設展示と企画展示の観覧が何回でもできる。
    - 高校生・大学生 : 900円
    - 大人 : 1,600円

- 滋賀県内に住む満65歳以上の人は、常設展示の観覧料が免除となる（ただし証明となるものが必要）。
- 身体障害者手帳、療育手帳、精神障害者保健福祉手帳を持つ人は常設展示・企画展示の観覧料が免除となる。
- 滋賀県内の小学校・中学校・高校・特別支援学校が教育課程に基づく学校行事で観覧する場合は、常設展示と企画展示の観覧が引率者も含めて免除となる（ただし減免申請書の提出が必要）。
- 家族ふれあいサンデー　（毎月第三日曜日）

滋賀県内在住で、家族連れの来館者は、受付で「滋賀プラスワン」「スマイルカード」または滋賀県内在住が分かるものを提示すると常設展示観覧料が免除となる。
- 体験学習の日　（毎週土曜日）

滋賀県在住、在学、在園の18歳未満のこどもは、受付で「滋賀プラスワン」「スマイルカード」または滋賀県内に在住または在学・在園していることが分かるものを提示すると常設展示観覧料が免除となる。
- 駐車料金

バス（定員30人以上） 1,700円、マイクロバス（定員11〜29名） 1,100円
普通車 550円、自動二輪・原付 200円
普通車、自動二輪･原付については、博物館利用者の方に総合案内所で駐車無料サービス券を渡している。

## アクセス

### 交通機関
- JR琵琶湖線（東海道本線）・JR草津線 草津駅から近江鉄道バス（琵琶湖博物館行き）で約25分。琵琶湖博物館停留所下車、徒歩1分。
- ※夏期は臨時運行が設定されることがある。

### タクシー
- 草津駅（JR琵琶湖線（東海道本線）・JR草津線）・守山駅（JR琵琶湖線（東海道本線））・堅田駅（JR湖西線）からタクシーで約20分。

### 船舶
- 大津港から琵琶湖汽船シャトルボートで約45分。草津烏丸半島港下船、徒歩（※船舶の運航は不定期なので、事前に確認が必要）。

## 関連する人物

### 館長
- 亀田佳代子（2024年-現在）
- 高橋啓一(2019年⁻2024年)
- 篠原徹（2010年-2019年 ）
- 川那部浩哉（1996年-2010年)　名誉学芸員

### 研究者

#### 退職
- 嘉田由紀子（前滋賀県知事。現参議院議員。かつて研究顧問）
- 中島経夫 - 魚類学者、名誉学芸員。

### その他
- 松井三四郎（館内に復元展示されている丸子船を製作した船大工）

## 関連施設
- 滋賀県立琵琶湖文化館
- 草津市立水生植物公園みずの森（同じく烏丸半島に位置する）
- 諏訪湖博物館（湖をテーマとする博物館）

## 海外研究機関との連携
琵琶湖の価値を世界的に高めるとともに博物館活動の発展のために積極的に海外の研究機関と協力関係を結んでいる。
- フランス国立自然史博物館（フランス）1998～
- 中国科学院水生生物研究所（中国）2002～
- 湖南博物院（中国）2013～
- バイカル湖博物館（ロシア）2014～
- 国立洛東江生物資源館　（韓国）　2017～
- オフリド水生生物研究所（マケドニア）　2017～